# Cheryl Bechdolt
Cheryl Bechdolt (1951) è un'ex sciatrice alpina statunitense, vincitrice della Can-Am Cup nel 1972.

## Biografia
Sciatrice polivalente originaria di Tahoe City, Cheryl Bechdolt esordì in Coppa del Mondo il 20 marzo 1969 a Waterville Valley in slalom gigante (24ª); in Can-Am Cup nella stagione 1971-1972 si aggiudicò sia la classifica generale sia quella di slalom gigante e nella stessa stagione conquistò il miglior risultato in Coppa del Mondo, il 18 febbraio a Banff in slalom speciale (10ª). Nel massimo circuito internazionale ottenne l'ultimo piazzamento il 26 febbraio dello stesso anno a Crystal Mountain in discesa libera (28ª) e prese per l'ultima volta il via il 3 marzo seguente a Heavenly Valley in slalom speciale, senza completare la prova; non prese parte a rassegne olimpiche o iridate.

## Palmarès

### Coppa del Mondo
- Miglior piazzamento in classifica generale: 40ª nel 1972

### Can-Am Cup
- Vincitrice della Can-Am Cup nel 1972[2]
- Vincitrice della classifica di slalom gigante nel 1972[senza fonte]

### Campionati statunitensi
- 1 medaglia (dati parziali):
  - 1 oro (discesa libera[5] nel 1971)

### Campionati statunitensi juniores
- 2 medaglie (dati parziali)[6]:
  - 1 oro (discesa libera nel 1968)
  - 1 argento (slalom gigante nel 1968)